# قطعنامه ۱۷۳۳ شورای امنیت
قطعنامه ۱۷۳۳ شورای امنیت سازمان ملل متحد که در تاریخ ۲۲ دسامبر ۲۰۰۶ تصویب شد، سندی بین‌المللی دربارهٔ در تکریم و تودیع دبیرکل است. این قطعنامه طی نشست ۵۶۰۷ام تصویب شد.